# Національний з'їзд Демократичної партії 1832 року
Національний з'їзд Демократичної партії 1832 року проходив з 21 по 23 травня 1832 року в Балтиморі, штат Меріленд. На першому з'їзді щодо висунення кандидатів у президенти, який коли-небудь проводила Демократична партія, чинний президент Ендрю Джексон був висунутий на другий термін, тоді як колишній держсекретар Мартін Ван Бюрен був висунутий на пост віцепрезидента.
Антимасонська партія та Національна республіканська партія провели перші з'їзди з висунення кандидатів у президенти в 1831 році, а «Кухонний кабінет» Джексона допоміг організувати з'їзд Демократичної партії в 1832 році.
Оскільки лідери партії припускали, що Джексона буде висунуто президентом, головною метою з'їзду було знайти нового напарника: віцепрезидент Джон К. Калхун посварився з Джексоном після справи Петтікоут і Кризи анулювання, а згодом подав у відставку з посади, щоб зайняти місце в Сенаті.
З'їзд, який проходив під головуванням губернатора Роберта Лукаса, прийняв делегатів з усіх штатів, крім Міссурі; Джексон одноголосно виграв висунення в президенти.
Завдяки сильній підтримці Джексона Ван Бюрен легко виграв кандидатуру віцепрезидента під час першого туру голосування, перемігши колишнього конгресмена Філіпа П. Барбура від Вірджинії та конгресмена Річарда Ментора Джонсона від Кентуккі. На президентських виборах 1832 року виграли кандидати від Демократичної партії Джексона і Ван Бюрена.

## Передумови
Влітку 1822 року лідер «Richmond Junto» Томас Річі з Вірджинії почав висувати ідею національного з'їзду для розв'язання питання висунення; зрештою, прихильники кандидатури міністра фінансів Вільяма Х. Кроуфорда звернулися до фракції висунення кандидатів у Конгрес. Після цієї поразки на виборах 1824 року, на початку 1827 року, Ван Бюрен приватно навів аргументи Річі щодо ексклюзивного національного з'їзду республіканців, щоб забезпечити висунення Джексона. Однак це не відразу втілилося в життя, оскільки з'їзди штатів і законодавчі збори прийняли Джексона як свого кандидата в президенти на виборах 1828 року з віцепрезидентом Джоном К. Калхуном як його напарником. Такий національний з'їзд відбудеться після виборів.
Невдовзі Калхун політично віддалився від президента Джексона, частково через лист 1830 року, написаний Кроуфордом, у якому говорилося, що Калхун, як військовий міністр при президенті Джеймсі Монро, наполягав на догані тодішнього генерала Джексона за його дії під час вторгнення у Флориду 1818 року. Справа Petticoat, у якій дружина Калхуна, Флорида, була центральною фігурою, ще більше віддалила Джексона від віцепрезидента та його прихильників. Остаточний удар по відносинах було завдано в січні 1832 року, коли Калхун, як президент Сенату, скасував кандидатуру Ван Бюрена на посаду міністра Великої Британії, проголосувавши за результатами голосування в Сенаті Сполучених Штатів. Отже, Калхун був замінений на посаді віцепрезидента від партії 1832 року на Ван Бюрена. Пізніше того ж року, 28 грудня, він пішов у відставку з посади віцепрезидента після того, як був обраний до Сенату США. Там він продовжував бути прихильником доктрини анулювання на противагу Джексону.

## Висунення в президенти
Джексон був висунутий на переобрання шляхом акламації.

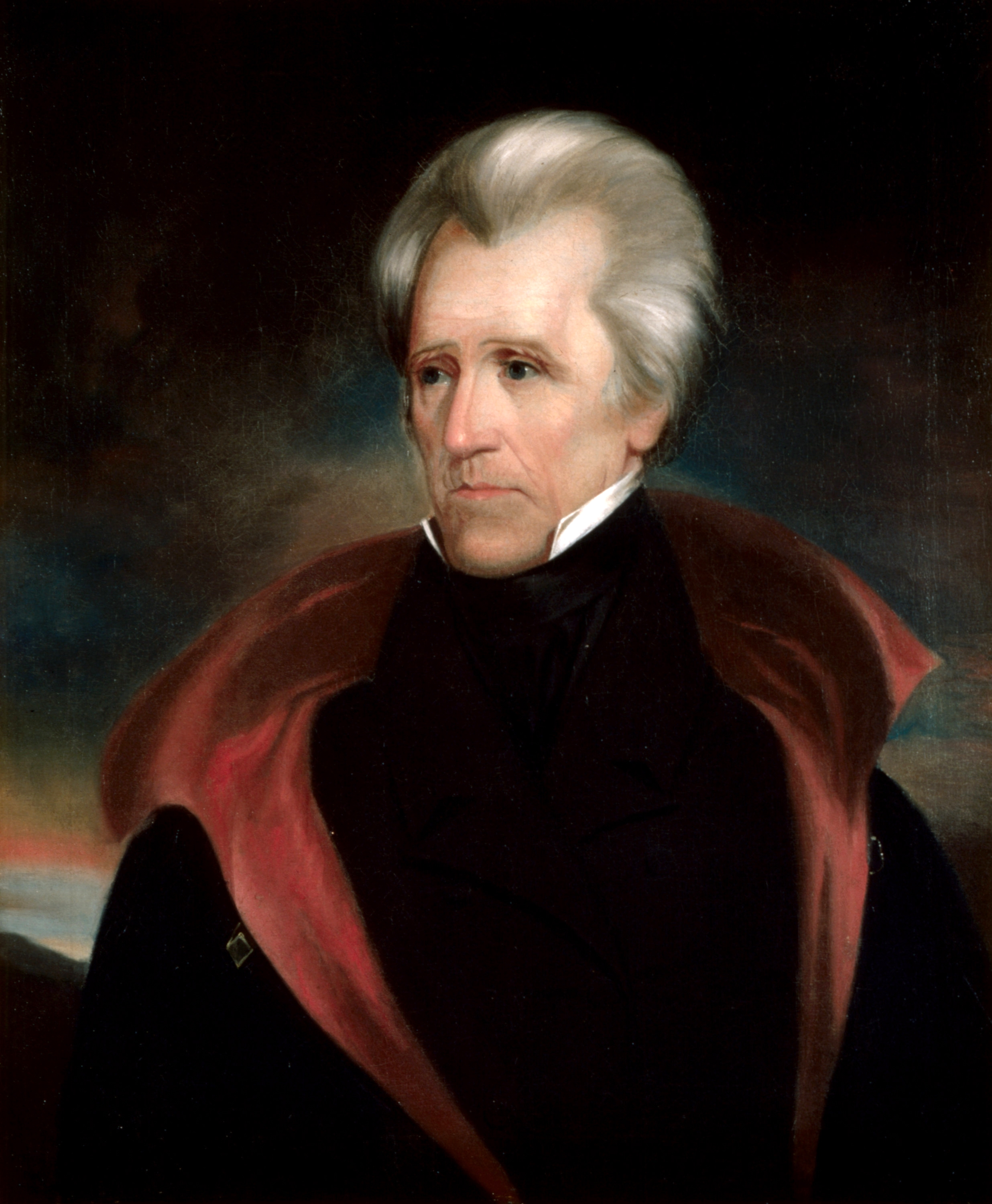
Президент Ендрю Джексон

- Президент
 Ендрю Джексон

## Кандидатура віцепрезидента

### Кандидати у віцепрезиденти

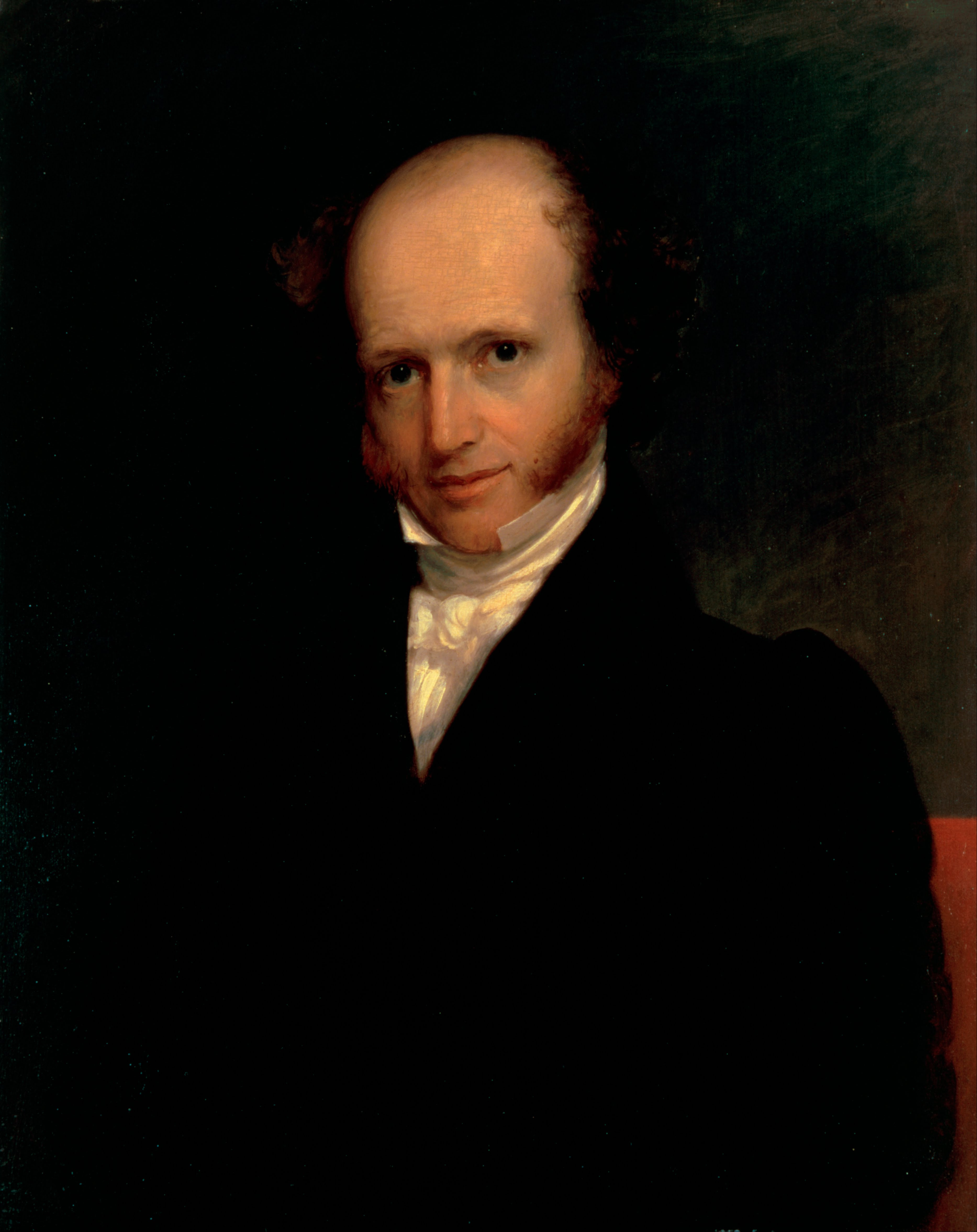
Колишній міністр Великої Британії Мартін ван Бюрен з Нью-Йорка
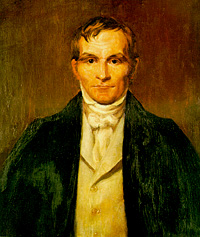
Суддя окружного суду Філіпп Барбур з Вірджинія
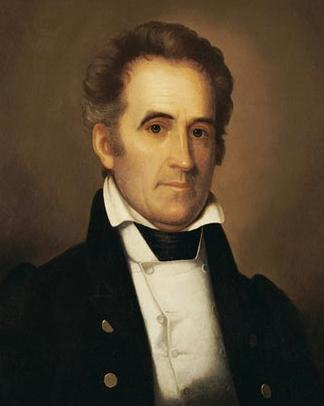
Представник Річард М. Джонсон з Кентукі

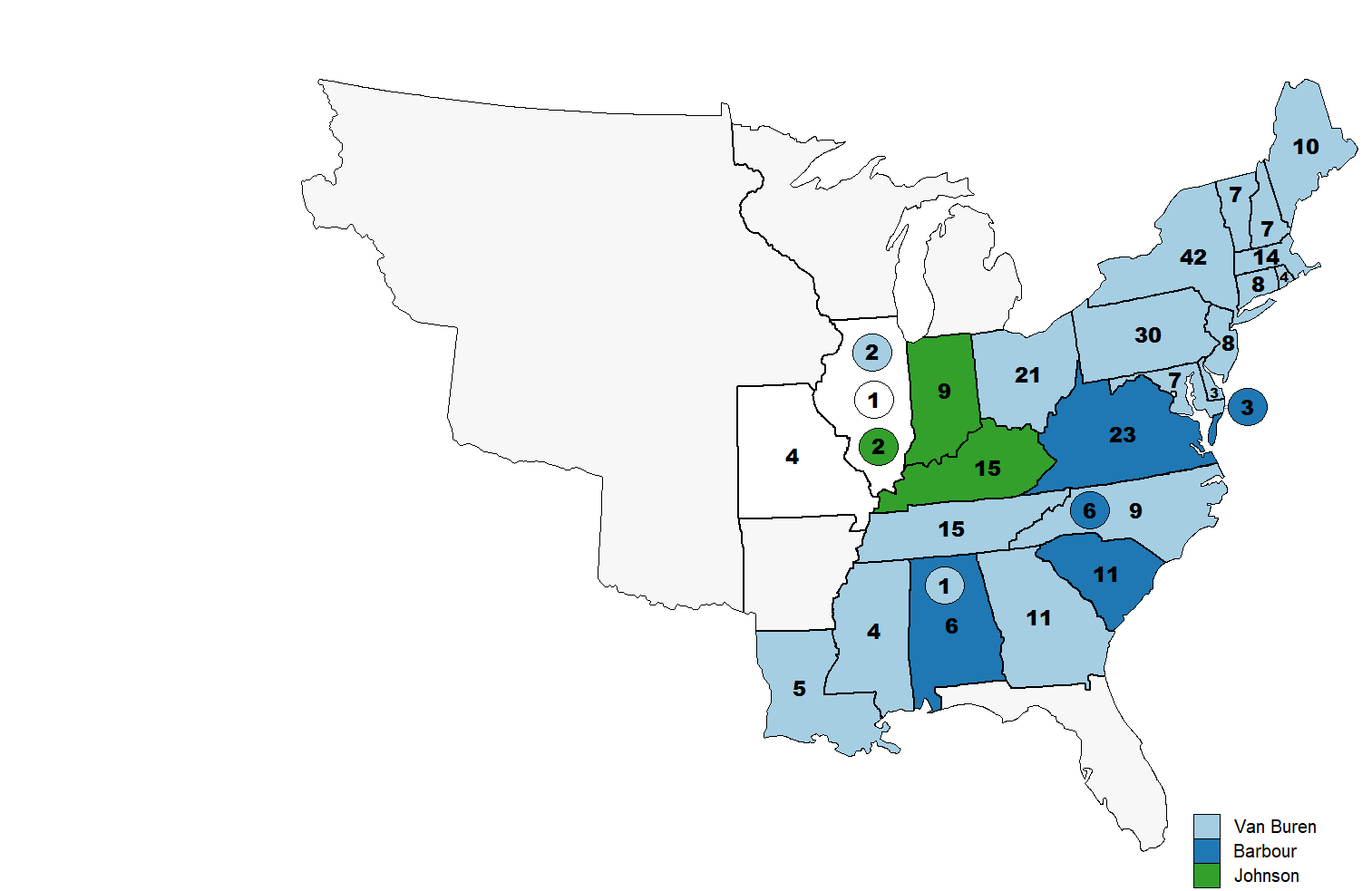
Перше голосування делегацій штатів за кандидатуру віцепрезидента 1832 року

Мартін Ван Бюрен був висунутий на посаду віцепрезидента під час першого туру після того, як отримав 208 голосів із 283, що на 19 більше, ніж більшість у дві третини, необхідна для перемоги.
| Виборчий бюлетень для віцепрезидентів | Виборчий бюлетень для віцепрезидентів |
| Кандидат                              | 1-й                                   |
| ------------------------------------- | ------------------------------------- |
| Ван Бюрен                             | 208                                   |
| Барбур                                | 49                                    |
| Джонсон                               | 26                                    |
| Не представлено                       | 5                                     |